# Split Blues Festival
Split Blues Festival - in memoriam Jadran Zlodre Gobbo, hrvatski glazbeni festival bluesa koji se održava u Splitu. Reprezentativna je splitska glazbena manifestacija i jedini blues festival u regiji čiju snimku emitira nacionalna televizija (HTV). Stalni medijski partner je Hrvatski radio Split.

## Povijest
Festival je počeo kao koncert "in memoriam" velikanu splitskog bluesa Jadranu Zlodri Gobbu, kojim je 21. lipnja 2011. na splitskim Prokurativama HGU Podružnica 2 Split obilježila Svjetski dan glazbe. Koncert su osmislili, organizirali, izveli, snimili i producirali glazbenici. Podružnica je tako ujedno obilježila svoju 15. godišnjicu postojanja. Izvođači su bili: Otprilike ovako, Sunnysiders, Steve Wolfman Band, Barber Shop, Carl Reuter, Harpoon Blues Band, Trio Brodarići. HGU je pregledala snimljeni materijal i odlučila ga je objaviti na CD-u i DVD-u. Na njemu su se našle 22 izvedbe mješavine autorskih pjesama i covera blues standarda u interpretaciji 6 splitskih blues sastava. Koncertni album Split Blues Festival - in memoriam Jadran Zlodre Gobbo objavila je 29. studenoga 2011. godine.
Projekt je inicirao 2011. godine glavni tajnik Hrvatskih blues snaga Siniša Bizović. Utemeljitelj i izvršni producent Split Blues Festivala (kao i Split Open Jazz Faira i Revije Urbane KulturE – EVO RUKE!) je Stevo Vučković Stivi (aka Stiv Stividen), koji je i koordinator i organizator festivala. Vučković ističe da mu je koncepcija uvijek ista: revitalizacija devastirane kulturne, glazbene scene grada, a drugo, demarginalizacija žanrova kao što su blues i jazz. Festival je tematski potprogram kulturne manifestacije Revija Urbane KulturE – Evo RUKE!. Producent je Wolfman (Stevo Vučković), a urednik Željen Klašterka.
Traje tri dana i održava se na eminentnoj splitskoj lokaciji.  Prva izdanja bila su na Prokurativama, pa na Rivi, zatim u Đardinu, na Zvončacu i na kraju opet u Đardinu.
Od 2016. godine je na Zvončacu u terminu usred turističke sezone. 7. Split Blues Festival prenošen je strujanjem uživo putem www.splitbluesfestival.com i na FB profilu. Događaj su pratile televizijske kamere. Građa je pripremljena za naknadnu montažu i postprodukciju TV emisije i cjelovečernjeg dokumentarnog filma.
Na festivalu sudjeluju ponajbolji hrvatski izvođači i kao gosti probrani europski i svjetski blueseri kao što su Paulo Mendonca, Ian Siegal, Joyce Yuille, Mike Sponza, Sahte Raki, Otprilike Ovako, Telefon Blues Band i mnogi drugi.
2018. godine Split Blues Festival bio je dijelom Svehrvatske blues karavane 2018., koja je obuhvatila i Pirovac i Varaždin. Za sljedeću godinu bili su planirani osim Splita da u nju uđu Istra i Vukovar, da stvarno bude "svehrvatsko".
Do 2020. godine iza festivala je snimljeno 15 albuma.

## Vanjske poveznice
- Službene stranice  Arhivirana inačica izvorne stranice od 19. listopada 2019. (Wayback Machine)
- Facebook
- Wolfman Promocija YouTube